# Старокачеевское сельское поселение
Старокаче́евское се́льское поселе́ние — упразднённое сельское поселение в Теньгушевском районе Республики Мордовия.
Образовано в 2004 году в границах, определённых Законом Республики Мордовия от 28 декабря 2004 года.
После объединения в 2008 году с Садовым сельским поселением в число населённых пунктов поселения были включены: посёлки Садовый и Феклисов, деревни Александровка и Новая Качеевка.
В состав поселения входили:
- деревня Александровка;
- деревня Новая Качеевка;
- посёлок Садовый;
- село Старая Качеевка — административный центр поселения;
- деревня Нагорная;

Упразднено Законом Республики Мордовия от 24 апреля 2019 года путём объединения с Такушевским сельским поселением, в состав которого были включены населённые пункты, ранее входившие в Старокачеевское сельское поселение.